# ماريفريد
ماريفريد (بالسويدية: Mariefred) هي مدينةٌ سويدية تقع جنوب شرق السويد في محافظة سودرمانلاند. يبلغ عدد سكانها 3,726 نسمة حسب تعداد 2010. تقع على بُعد 50 كم غرب العاصمة استوكهولم.

## أعلام
- ميكائيل صامويلسون
- إيما هويا سفينسون